# Hrabstwo Camden (New Jersey)
Camden – hrabstwo w stanie New Jersey w USA. Populacja liczy 508 932 mieszkańców (stan według spisu z 2000 roku).
Powierzchnia hrabstwa to 589 km². Gęstość zaludnienia wynosi 884 osób/km².

## Miasta
- Camden
- Gloucester City

## CDP
- Ashland
- Barclay
- Blackwood
- Cherry Hill Mall
- Echelon
- Ellisburg
- Glendora
- Golden Triangle
- Greentree
- Kingston Estates
- Springdale